# Voltige en cercle

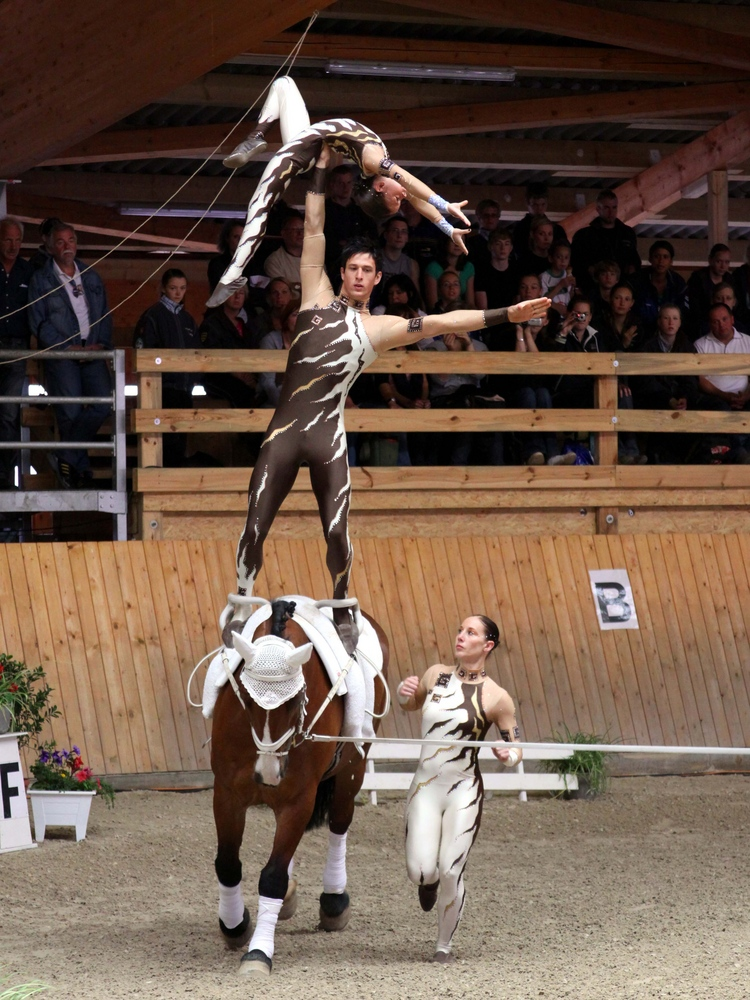

La voltige en cercle (aussi appelé voltige équestre, mais à ne pas confondre avec la voltige cosaque)  est un sport équestre qui consiste à effectuer,  individuellement ou en équipe, des figures acrobatiques et esthétiques sur un cheval longé au pas ou au galop à un rythme constant sur un cercle.
Aujourd'hui encore, le terme voltige suscite souvent des idées de cascade et de cirque, quand ce n'est pas assimilé à la voltige aérienne ou au cheval d'arçon dans les pays anglo-saxons.
Pourtant ce sport équestre réintroduit en France depuis une vingtaine d'années donne plutôt au spectateur non initié une image d'osmose entre la prestation des voltigeurs, le mouvement du cheval et la musique.
La voltige ne fut discipline olympique que lors de l'édition des Jeux olympiques d'été de 1920. Elle a aujourd'hui sa propre coupe du monde, ses championnats d'Europe et du monde et est discipline des jeux équestres mondiaux.

## Histoire
Certains pensent que les origines de la voltige se trouvent dans les jeux Romains. D'autres en voient les racines dans les jeux de l'antique Crète, les cornes des taureaux servant de points d'appui aux sauts et figures acrobatiques des jeunes grecs. Dans tous les cas, il est clair que les gens, tout du moins en Asie centrale, en Europe du Nord et dans le bassin méditerranéen, pratiquent les acrobaties et les mouvements de danse sur le dos de chevaux en mouvement depuis au moins 2 500 ans.
Au XVIIe siècle, venant d'Italie, le cirque présente tours et sauts à cheval. À la même époque, la voltige équestre devient, en France, la discipline principale de l'éducation physique, bien avant la course à pied et l'escrime.
Au début de notre siècle, les séances de gymnastique des militaires comportaient l'entraînement aux sauts de cheval.
En France ce sport, resté une pratique militaire, commence à se structurer durant les années 1970. En 1982 est créée l'association nationale pour la voltige équestre (ANVE) sous la présidence de Pierre André. Elle développe et assure la promotion de ce sport. La voltige est reconnue officiellement par la FEF (actuellement  FFE) à partir de 1987.

## Grands noms de la voltige
La voltige française se développe de plus en plus, et avec elle émerge des champions : Jacques Ferrari, Nicolas Andréani, ou encore Matthias Lang.
Outre les compétitions à haut niveaux, des compagnies de voltige se créent, comme celle fondée par Jacques Ferrari, la compagnie NOROC.

## Compétition
En compétition, la voltige se pratique en équipe (4 ou 6 plus un remplaçant), en individuel ou en pas de deux. La discipline met en scène jusqu'à trois voltigeurs évoluant sur un cheval au galop ou au pas selon les catégories, tenu en longe sur un cercle de 15 mètres de diamètre en international ou 13 mètres en régional. L'animal est équipé d'un surfaix, de sangle de voltige, d'une mousse et d'un tapis permettant aux athlètes d'effectuer des séries de figures où l'équilibre et les aptitudes physiques sont pleinement mobilisées. 

### France
Au XXIe siècle, la voltige en cercle est devenue un sport à part entière, et non plus seulement un art du spectacle. Comme en patinage artistique, des juges sont chargés de noter les programmes des voltigeurs en leur attribuant des notes sur 10.
Il existe en France un système de compétitions nationales relativement élaboré, basé sur trois catégories principales, A, B et C. La catégorie A constitue le niveau le plus élevé des compétitions. À la différence d'autres sports, l'accès aux différentes catégories n'est pas déterminé par un nombre de places, mais par un certain niveau. Le niveau C est accessible à tous, tandis qu'il est nécessaire d'avoir obtenu une moyenne de 5/10 lors du programme imposé du voltigeur ou de l'équipe pour concourir en catégorie B. La catégorie A requiert une note de 6,5/10 sur ce même programme.
Les critères de jugement sont multiples et relatifs à chaque figure, en voici les principaux :
- Le liant du ou des voltigeurs avec leur cheval, la douceur lors de l'exécution de chaque geste afin d'éviter tout choc sur le dos du cheval ;
- L'exécution des figures (absence de déséquilibre, extrémités tendues, amplitude lors des figures dynamiques...) ;
- La difficulté et la composition (uniquement lors des épreuves libres), le premier critère portant sur les risques pris lors de l'exécution des figures et le second sur la construction du programme (équilibre du temps de passage de chaque voltigeur pour une équipe, orientation des figures variées, chorégraphie...).

### Figures imposées
Les figures imposées sont au nombre de six, elles ont été créées par l'école militaire.
- La position de base (ou « assiette de base »)
- L'étendard (ou drapeau : à « quatre pattes ») le voltigeur lève le bras gauche et la jambe droite à la hauteur de la tête.
- Le moulin, le cavalier tourne en passant successivement les jambes par-dessus l'encolure et la croupe de son cheval et la levant le plus possible en gardant le dos droit.
- Le ciseau, le voltigeur soulève ses fesses du dos du cheval, monte en appui renversé et croise les jambes pour se retrouver à l'envers. Ensuite, depuis l'arrière, il lance ses jambes, monte le plus possible (fesses à la hauteur des épaules) avant de tourner pour se retrouver à l'endroit.
- Le debout, le cavalier place ses bras en « position de base »
- L'amazone: le voltigeur monte comme pour le ciseaux, mais au lieu de tourner, il s'assoit en amazone,  avant de remonter à la verticale et de se pousser pour atterrir debout par terre.

### Libres
Un libre est une chorégraphie sur musique effectuée au pas ou au galop selon la catégorie. Le libre dure 4 minutes en équipe où jusqu'à trois voltigeurs peuvent évoluer en même temps. En individuel, un libre dure une minute, et, en pas-de-deux, deux minutes. Un libre est noté sur son exécution, sa composition, sa difficulté et l’impression générale (cheval, costume, musique, harmonie, etc.) Il n'y a aucune contrainte de figures, les voltigeurs peuvent donc laisser cour à leur imagination. Cette épreuve est la plus belle et la plus impressionnante à voir. 

### Libre technique
Le libre technique n'est effectué que par les voltigeurs individuels. Comme un libre, il dure une minute et est sur musique. Mais cinq figures sont imposées par le règlement (roulade de la croupe à l'encolure, aiguille, debout vers l'extérieur, appuis facial arrière avec une jambe en l'air et monter en roulade) Un technique est noté comme un libre, sauf les cinq figures techniques qui sont notées selon des critères très précis, comme des imposés.